# واتشمين: ذا إند إز ناي
واتشمين: ذا إند إز ناي (بالإنجليزية: Watchmen: The End Is Nigh)‏، هي لعبة فيديو إلكترونية من نوع أكشن والضرب المبرح، صدرت سنة 2009م، وتعمل على أنظمة بلاي ستيشن 3 وإكس بوكس 360 ومايكروسوفت ويندوز عن طريق التحميل المدفوع الثمن في المتاجر الإلكترونية.